# غريس نيكلسون
غريس نيكلسون (بالإنجليزية: Grace Nicholson)‏ هي تاجرة أعمال فنية أمريكية، ولدت في 31 ديسمبر 1877 في فيلادلفيا في الولايات المتحدة، وتوفيت في 31 أغسطس 1948.